# Phiditia minor
Phiditia minor är en fjärilsart som beskrevs av William Schaus 1924. Phiditia minor ingår i släktet Phiditia och familjen silkesspinnare. Inga underarter finns listade i Catalogue of Life.